# خبرگزاری کویت
خبرگزاری کویت (انگلیسی: Kuwait News Agency) (مخفف انگلیسی: KUNA) و مخفف فارسی و عربی (کونا)، خبرگزاری رسمی دولت کویت است. 
این خبرگزاری در اکتبر ۱۹۷۹ تاسیس شده است و تنها خبرگزاری رسمی کویت است.
خبرگزاری کویت به زبان های عربی و انگلیسی و فرانسوی خبرهای خود را منتشر می کند. 
خبرگزاری کویت عضو اتحادیه کشورهای عرب (فانا) است. 

#### حمله عراق به کویت
این خبرگزاری در زمان حمله عراق به کویت از اکتبر ۱۹۹۰ فعالیت خود را به لندن منتقل کرد و پس از آزاسازی کویت از نوامبر ۱۹۹۱ مجددا به کویت بازگشت. 